# Dicranota tigriventris
Dicranota (Eudicranota) tigriventris là một loài ruồi trong họ Pediciidae. Chúng phân bố ở vùng Indomalaya.